# Larry Brown (running back)
Lawrence Brown Jr., nascut el 19 de setembre de 1947 a Clairton (Pennsilvània), és un exjugador de fútbol americà professional estatunidenc. Va jugar a la National Football League (NFL), com corredor dels Washington Redskins entre 1969 i 1976.
Es va graduar a la Schenley High School. Encara que al principi es va interesar pel beisbol, es va anar aficionanat al futbol americà, i va acabar jugant al Dodge City Comunity College i als Kansas State Wildcats de la Universitat Estatal de Kansas.

## Carrera professional
Brown va jugar tota la seva carrera, que va ser de vuit anys, amb els Washington Redskins.
Fou seleccionat en octava ronda del draft de 1969.
No va ser un fitxatge massa prestigiós, donat que Brown havia jugat a la universitat com fullback i el halfback era Cornelius Davis. A més els Redskins feian un joc bàsicament de passades: tenien un molt bó rerequart (Sonny Jurgensen) i tres dels quatre millors receptors de la NFL, segons els rànquings.
Aquell any també va fitxar com a entrenador en cap dels Redskins Vince Lombardi, que es va adonar que Brown, encara que semblava tenir talent per córrer, començava massa tard les jugades. Després de fer-li proves es va determinar que el jugador tenia problemes d'audició en una de les orelles, i en lloc d'escoltar les ordres del quarterback per a l'inici de la jugada, es fixava en moviments dels seus companys. Lombardi, després d'aconseguir un permís del comissionat de la lliga, va fer instal·lar un auricular al casc de Brown, cosa que li permetia escoltar el seu company i començar la jugada en el moment oportú.
Arran d'això, Brown va passar a convertir-se en un gran jugador: va portar els Redskins a números guanyadors per primera vegada des de 1955, va jugar quatre Pro Bowl consecutives, va ser MVP de la NFL el 1972 i va portar als Redskins a jugar la Super Bowl de 1973 contra Miami Dolphins.
Malgrat la seva grandària relativament petita, va destacar pel seu coratge i per guanyar iardes després d'haver estat placat.
Durant la seva carrera va acabar cinc vegades entre els cinc primers de la NFL en nombre de corregudes, tres vegades entre els cinc amb més iardes guanyades en correguda, tres vegades en iardes guanyades des de la línia de scrimmage i dues vegades entre els cinc amb més touchdowns. També es va convertir en el primer jugador dels Redskins a guanyar més de mil iardes en una temporada (ho va aconseguir quatre vegades). Va fer 1530 corregudes, guanyant 5875 iardes. Va aconseguir quatre touchdowns en un sol partit contra els Philadelphia Eagles, el 1973. Va ser escollit com un dels millors 70 millors jugadors de la història dels Redskins. Més tard va escriure una autobiografia titulada I'll Always Get Up (Sempre m'aixecaré).
Brown va haver d'abandonar el futbol americà a causa de diferents lesions. Tot i que el seu número, el 43, no ha estat retirat oficialment, cap altre jugador dels Redskins l'ha utilitzat.
Després de retirar-se, Brown es va dedicar als negocis.

## Estadístiques

### Jugador universitari
| NCAA                       | NCAA                  | NCAA | Corregudes | Corregudes | Corregudes | Corregudes | Corregudes | Jugades de passada | Jugades de passada | Jugades de passada | Jugades de passada | Jugades de passada | Total | Total | Total | Total |
| ANY                        | EQUIP                 | P    | Int        | Ids        | I/Int      | TD         | I/P        | Rec                | Ids                | I/Rec              | TD                 | I/P                | Jug   | Ids   | I/Jug | TD    |
| -------------------------- | --------------------- | ---- | ---------- | ---------- | ---------- | ---------- | ---------- | ------------------ | ------------------ | ------------------ | ------------------ | ------------------ | ----- | ----- | ----- | ----- |
| 1967                       | Kansas State Wildcats | 10   | 50         | 282        | 5.6        | 1          | 28.2       | 5                  | 55                 | 11.0               | 1                  | 5.5                | 55    | 337   | 6.1   | 2     |
| 1968                       | Kansas State Wildcats | 10   | 111        | 402        | 3.6        | 1          | 40.2       | 13                 | 110                | 8.5                | 0                  | 11.0               | 124   | 512   | 4.1   | 1     |
| TOTALS                     | TOTALS                | 20   | 161        | 684        | 4.2        | 2          | 34.2       | 18                 | 165                | 9.2                | 1                  | 8.3                | 179   | 849   | 4.7   | 3     |
| Font: sports-reference.com |                       |      |            |            |            |            |            |                    |                    |                    |                    |                    |       |       |       |       |

### Jugador professional
| NFL                              | NFL                 | NFL | NFL | Corregudes | Corregudes | Corregudes | Corregudes | Corregudes | Corregudes | Corregudes | Jugades de passada | Jugades de passada | Jugades de passada | Jugades de passada | Jugades de passada | Jugades de passada | Jugades de passada | Total | Total | Total | Total | Total |
| ANY                              | EQUIP               | P   | PT  | Int        | Ids        | TD         | LC         | I/Int      | I/P        | Int/P      | Rec                | Ids                | I/Rec              | TD                 | LR                 | Rec/P              | I/P                | Jug   | I/Jug | Ids   | TD    | Fmb   |
| -------------------------------- | ------------------- | --- | --- | ---------- | ---------- | ---------- | ---------- | ---------- | ---------- | ---------- | ------------------ | ------------------ | ------------------ | ------------------ | ------------------ | ------------------ | ------------------ | ----- | ----- | ----- | ----- | ----- |
| 1969                             | Washington Redskins | 14  | 13  | 202        | 888        | 4          | 57         | 4.4        | 63.4       | 14.4       | 34                 | 302                | 8.9                | 0                  | 31                 | 2.4                | 21.6               | 236   | 5.0   | 1190  | 4     | 6     |
| 1970                             | Washington Redskins | 13  | 13  | 237        | 1125       | 5          | 75         | 4.7        | 86.5       | 18.2       | 37                 | 341                | 9.2                | 2                  | 66                 | 2.8                | 26.2               | 274   | 5.4   | 1466  | 7     | 6     |
| 1971                             | Washington Redskins | 13  | 13  | 253        | 948        | 4          | 34         | 3.7        | 72.9       | 19.5       | 16                 | 176                | 11.0               | 2                  | 36                 | 1.2                | 13.5               | 269   | 4.2   | 1124  | 6     | 6     |
| 1972                             | Washington Redskins | 12  | 12  | 285        | 1216       | 8          | 38         | 4.3        | 101.3      | 23.8       | 32                 | 473                | 14.8               | 4                  | 89                 | 2.7                | 39.4               | 317   | 5.3   | 1689  | 12    | 9     |
| 1973                             | Washington Redskins | 14  | 14  | 273        | 860        | 8          | 27         | 3.2        | 61.4       | 19.5       | 40                 | 482                | 12.1               | 6                  | 64                 | 2.9                | 34.4               | 313   | 4.3   | 1342  | 14    | 7     |
| 1974                             | Washington Redskins | 11  | 11  | 163        | 430        | 3          | 16         | 2.6        | 39.1       | 14.8       | 37                 | 388                | 10.5               | 4                  | 34                 | 3.4                | 35.3               | 200   | 4.1   | 818   | 7     | 2     |
| 1975                             | Washington Redskins | 14  | 8   | 97         | 352        | 3          | 43         | 3.6        | 25.1       | 6.9        | 25                 | 225                | 9.0                | 2                  | 39                 | 1.8                | 16.1               | 122   | 4.7   | 577   | 5     | 2     |
| 1976                             | Washington Redskins | 11  | 0   | 20         | 56         | 0          | 11         | 2.8        | 5.1        | 1.8        | 17                 | 98                 | 5.8                | 0                  | 15                 | 1.5                | 8.9                | 37    | 4.2   | 154   | 0     | 2     |
| TOTALS                           | TOTALS              | 102 | 84  | 1530       | 5875       | 35         | 75         | 3.8        | 57.6       | 15.0       | 238                | 2485               | 10.4               | 20                 | 89                 | 2.3                | 24.4               | 1768  | 4.7   | 8360  | 55    | 40    |
| Font: pro-football-reference.com |                     |     |     |            |            |            |            |            |            |            |                    |                    |                    |                    |                    |                    |                    |       |       |       |       |       |